# Metschnikowiidae
Metschnikowiidae é uma família de esponjas de água doce da ordem Haplosclerida.

## Gêneros
- Metschnikowia Grimm, 1876